# Substitute
«Substitute» —en español: «Sustituto»— es una canción de The Who escrita por Pete Townshend. Fue lanzada como sencillo en marzo de 1966, alcanzando el puesto #5 en el Reino Unido, siendo más tarde incluida en el álbum compilatorio Meaty Beaty Big and Bouncy en 1971. Volvió a ocupar el sitial de los top-ten en aquel país cuando fue reeditada en 1976, alcanzando el puesto #7.

## Concepto
El concepto de la canción fue originalmente inspirado por la idea de Townshend que The Who era un «sustituto» de The Rolling Stones (Townshend había quedado particularmente impresionado por el «hit» de los Stones «(I Can't Get No) Satisfaction» y estaba decidido a llegar a un riff memorable en respuesta a ello), aunque más tarde fue descrito sólo como un comentario sobre la confusión entre la imagen y realidad. El título también, fue producto de la admiración de Townshend sobre el grupo The Miracles, y su canción de 1965 «The Tracks of My Tears», en particular sobre Smokey Robinson y el uso de la palabra «Substitute» (sustituto) en uno de los versos. La canción es notable no solo por la letra, sino también por la pista de bajo de John Entwistle (al parecer Entwistle volvió el bajo lo más alto posible para la grabación, sin el conocimiento de la banda).
En una aparición en la BBC Radio, Townshend dijo que «Substitute» simplemente «es acerca de nada» y que «no tenía ningún significado oculto.»

## Interpretaciones
La canción es una de las favoritas del público, siendo interpretada en casi todos los conciertos de The Who, junto con «I Can't Explain» y «Heaven and Hell», en distinto orden, como también, ha servido como el número de apertura por más de 40 años. Aparece en el álbum Live at Leeds, así como en Live at the Isle of Wight Festival 1970.
Keith Moon recordó en una entrevista que aparece en un episodio de Behind the Music, de VH1:

«No recuerdo haber tocado "Substitute" en absoluto, estaba borracho, y cuando salió, acusé a los otros miembros del grupo de haber conseguido otro baterista!»

Para el sencillo sacado en América, la letra «I look all white but my dad was black» («Me veo blanco pero mi papá era negro»), fue cambiada a «I try going forward but my feet walk back» («Trato de seguir adelante, pero mis pies caminan de regreso»).

## Tributos
El grupo de punk rock The Ramones, versionó la canción en su álbum Acid Eaters, como también lo hizo el grupo del mismo estilo Sex Pistols. La banda inglesa Blur, participó en el álbum tributo a The Who, llamado Who covers Who?, participando en él con esta canción. «Substitute» cuenta también con una versión de la banda de rock Stereophonics y de la banda de heavy metal Great White.
La canción fue tocada en colaboración por las bandas Silverchair y Powderfinger, al final de su concierto en el Across the Great Divide Tour.
En la temporada 14 de South Park, episodio Poor and Stupid; Eric Cartman hace referencia a la canción cuando dice que «no nació con una cuchara de plástico en la boca».